# Unkanodes (Kwonianella) malamjabbensis
Unkanodes (Kwonianella) malamjabbensis is een halfvleugelig insect uit de familie Delphacidae. De wetenschappelijke naam van deze soort werd voor het eerst geldig gepubliceerd in 2020 door Sohail, Naveed, Qin en Zhang.